# Dvir Benedek
Dvir Benedek (en hebreo: דביר בנדק‎; nacido el 29 de diciembre de 1969) es un actor israelí. Es presidente del sindicato israelí de actores de cine Shaham.

## Biografía
Dvir Benedek vive en Guivatayim con su esposa Irit Natan Benedek y su hija, Yuli, nacida en 2010.

## Carrera en la actuación y medios

### Teatro
Benedek apareció en obras israelíes como Gever Isha Milim, Miskhakey Hevra, El inspector general, 4 on 4, en el Teatro Nacional Habima: Hadibuk, Kadish Le Neomy, El buen soldado Švejk, Tango, Perurim y Driving Miss Daisy. En 2008, Benedek ganó el premio al Mejor actor de reparto en nombre del Teatro Habima. Benedek también fue el primer actor de habla no inglesa que interpretó a Shrek en la producción israelí del musical de Shrek.

### Televisión
Benedek protagonizó las series de televisión Shaul, Haretzua, Sibat Hamavet: Retakh, My first Sony, Zimerim, Hanefilim, Gam Lahem Magia, Quicky. En 2008, Bendek participó en la serie de televisión israelí Makom Ledeaaga, Hakira Pnimit y Papadizzi.

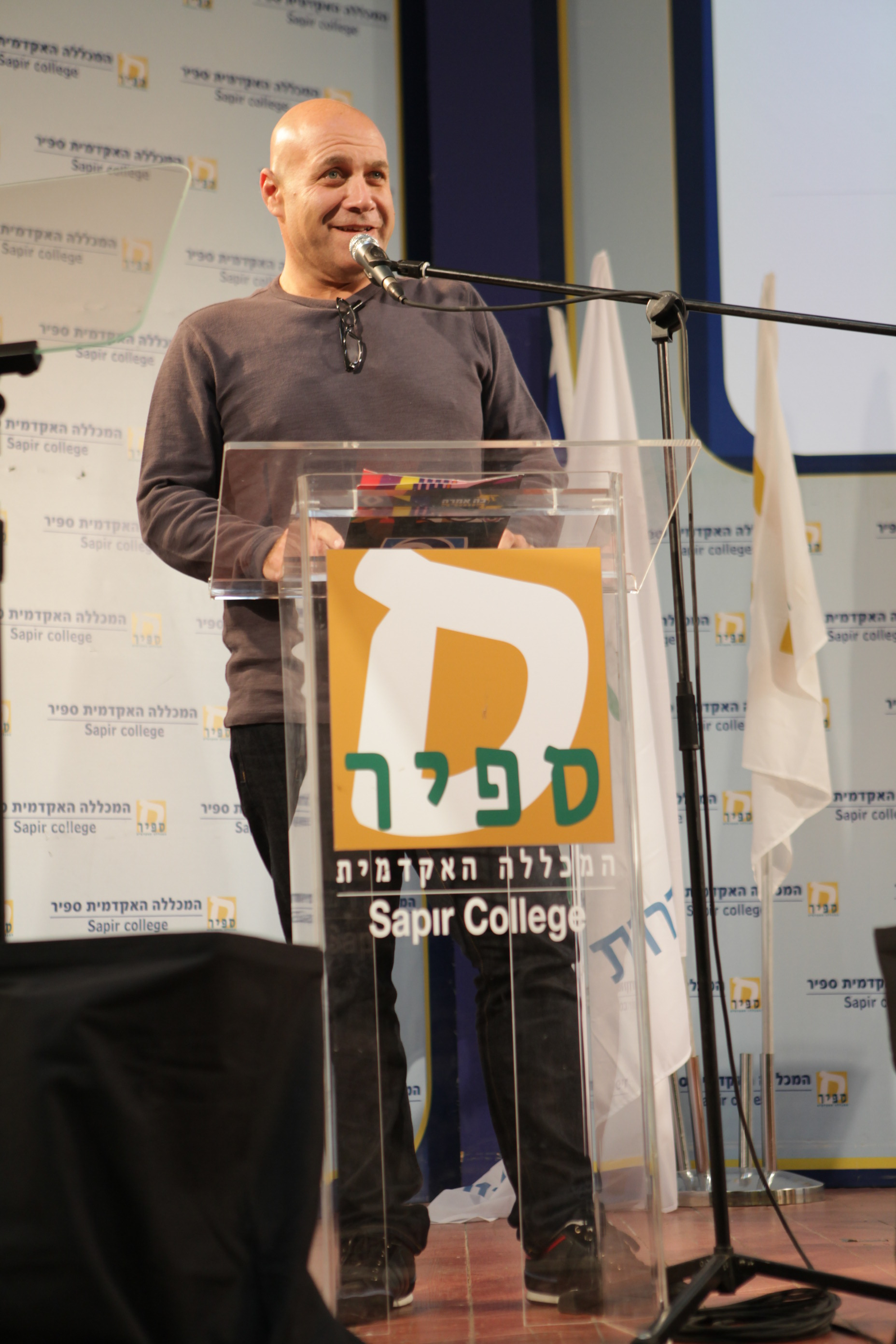
Benedek en el Colegio Académico Sapir

En 2010, Benedek participó en la serie de televisión Taxi Driver y se anunció que aparecería como el personaje principal en HaMisrad, una versión israelí de The Office, como Avi Meshulam (una revisión del personaje principal de la serie británica original, David Brent). En 2020, Benedek participó de forma anónima en la producción israelí de The Masked Singer como The Shark.

### Películas
Benedek coprotagonizó las películas Maya, Kirot, Kalat Hayam, A Matter of Size, Seret hatuna (2006), Yomuledet (2005), Eize Makom Nifla, 'Yeladim Tovim', 'Hamesh Dakot BeHalicha', Lemon Popsicle 9: The Party Goes On, Mars Turkey, D.F.1: The Lost Patrol, Mivtza Savta, Zman Avir y The Attack (2012).

### Actuación de voz
Benedek prestó su voz al Sr. Conductor en Thomas and the Magic Railroad, a Aslan en Las Crónicas de Narnia, a Nigel en The Wild y a Po el Panda en Kung Fu Panda.